# .catholic
.catholic est un domaine Internet de premier niveau commandité.
Ce domaine est destiné aux institutions qui disposent d'une reconnaissance canonique - les universités, les congrégations religieuses ou les ONG catholiques -, et non aux blogueurs par exemple. L'Internet Corporation for Assigned Names and Numbers (ICANN), l'autorité responsable de la gestion des noms de domaine de premier niveau sur Internet, a officiellement confié au Conseil pontifical pour les communications sociales la gestion du domaine .catholic.

## Objectif du domaine
Selon Mgr Paul Tighe (en), secrétaire du Conseil pontifical des communications sociales, la gestion de ces noms de domaine par le Vatican permettra « une présence plus cohérente et organisée » de l'Église catholique sur Internet. Il s'agit d'un investissement pour le Vatican puisque, pour chaque dossier déposé auprès de l'Icann, un candidat doit débourser 185 000 $ (150 000 €), auxquels s'ajouteront 25 000 $ de frais annuels.
Le Vatican pourra contrôler l'utilisation du domaine .catholic et de ses équivalents dans toutes les langues utilisant les caractères latins, les alphabets cyrillique et arabe et les idéogrammes chinois.

## Historique
Le domaine .catholic a été créé en 2013.

## Statistiques d'usage
En janvier 2025, environ 15 domaines utilisent l'extension .catholic.

## Référence
1. ↑  Site de la Conférence des évêques de France
2. ↑  « nTLDStats » (consulté le 8 janvier 2025)